# Langelsheim
Langelsheim − miasto w Niemczech, w kraju związkowym Dolna Saksonia, w powiecie Goslar.
1 listopada 2021 do miasta przyłączono miasto (Flecken) Lutter am Barenberge wraz z gminami Hahausen i Wallmoden, które wchodziły w skład dzień wcześniej rozwiązanej gminy zbiorowej Lutter am Barenberge. Miejscowości te stały się dzielnicami (Stadtteil) miasta.

## Geografia
Langelsheim znajduje się pomiędzy rzekami Innerste i Grane, w północnych górach Harz, w Parku Narodowym Harzu.

## Przypisy

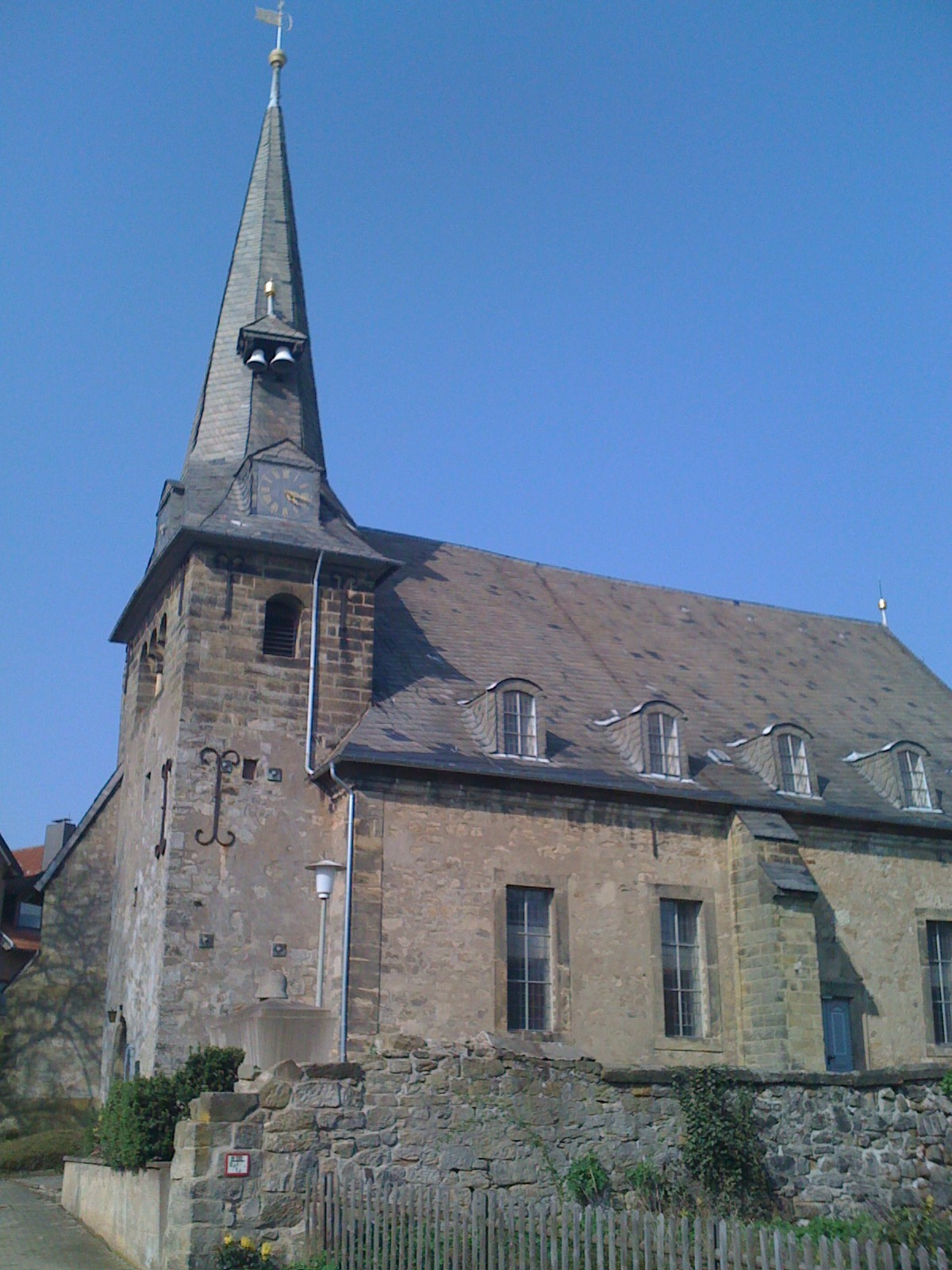
Kościół w Langelsheim